# 陣太刀
陣太刀（日文：じんたち），為太刀的一種型式。

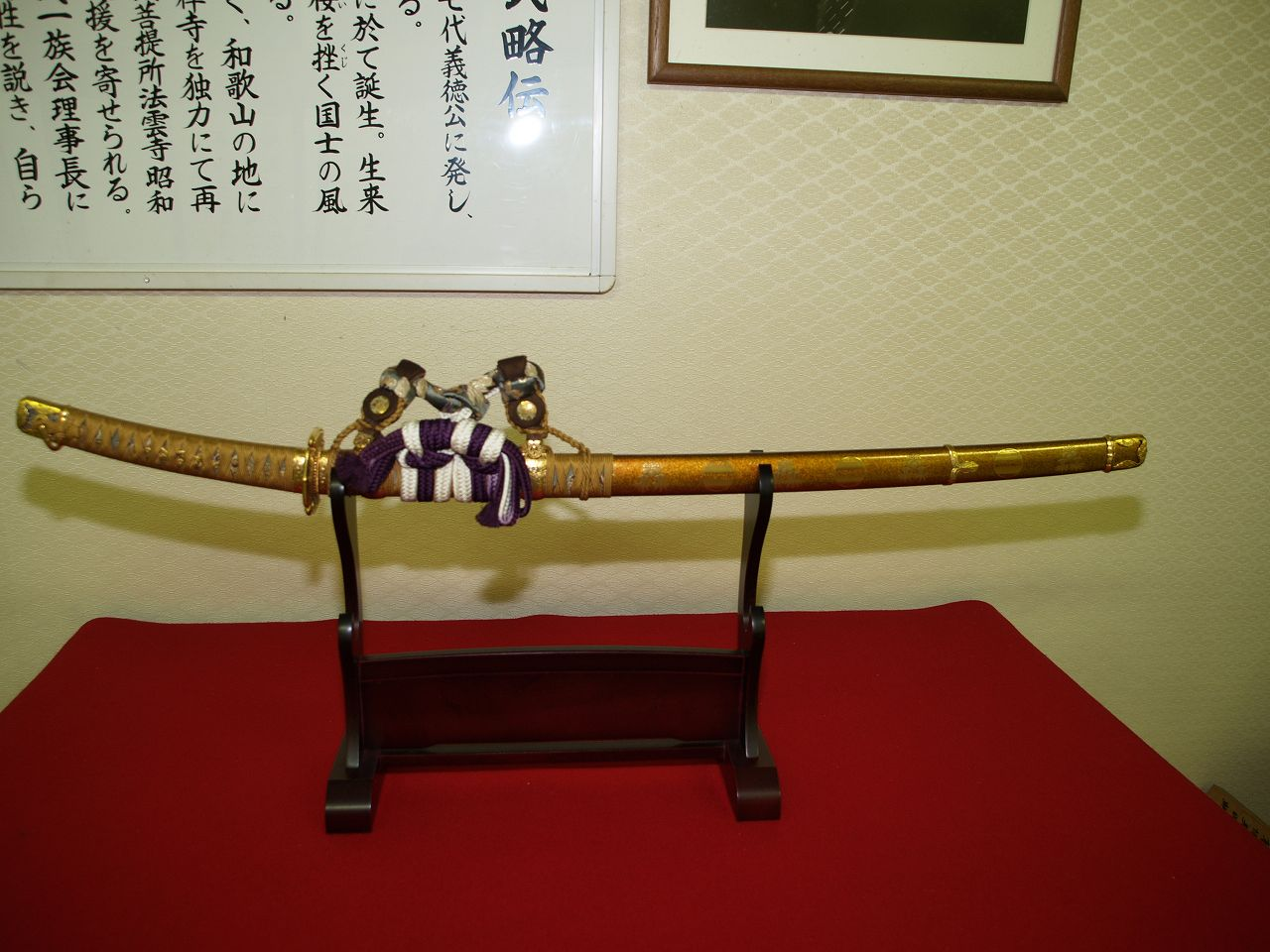
山名氏定紋散「黄金造陣太刀」

於鎌倉時代末期開始為了防止太刀和盔甲摩擦，因此在太刀的柄與鞘上綁上布繩或皮繩，稱為革卷太刀或糸卷太刀。
當初只是因為實用而做的設計在進入安土桃山時代後，開始重視起其裝飾的價值，布繩改用組紐製的色帶，護手（即鐔）也改用金之類奢華的材質。當時不只在出陣儀式時使用（也因此才有陣太刀之名），也常被當作武家之間互贈的禮物。
江戶時代時德川幕府則規定武家在正式的場合必須配戴儀仗用太刀，之後太刀這個稱呼通常指的就是陣太刀，現在也常有以裝飾為目的當作日本刀製造。
陣太刀也是大相撲比賽前，橫綱進入土俵時其中一位隨從力士太刀持使用的儀式器具。。